# 前園文夫
前園文夫，日本資深男性動畫師、演出家。

## 人物簡介
早年在動畫公司SHIN-EI動畫負責製作進行、演出助手開始動畫製作的生涯，一時期間於日本華特迪士尼在籍，現為自由身。

## 主要參加作品

### 電視動畫
1990年代及以前
- 怪物小王子 (1980年版)（1980年－1981年，分鏡、演出）
- 阿福（日语：フクちゃん）（1982年－1984年，製作主任）
- 怪貓豬油糕（日语：オヨネコぶーにゃん）（1984年－1985年，分鏡、演出、演出助手）
- Q太郎 (1985年版)（1985年－1987年，分鏡、演出）
- 哆啦A夢 (1979年版)（1985年－1986年，分鏡）
- 高校！奇面組（日语：ハイスクール!奇面組）（1985年－1986年，分鏡、演出）
- 莫克和甜甜（1986年－1987年，分鏡、演出）
- 機器人阿丁 (1986年版)（日语：ロボタン）（1986年，演出）
- 之後頓珍漢（日语：ついでにとんちんかん）（1987年－1988年，分鏡、演出）
- 奇天烈大百科（1988年，分鏡、演出）
- 麵包超人（1991年－，分鏡、演出）

2000年代
- 仙魔大戰2000（日语：ビックリマン2000）（2000年，分鏡）
- 魯莽天使（2002年，分鏡）
- 原子小金剛 (2003年版)（2003年，分鏡、演出）
- 波波羅古洛伊斯物語（2003年，演出）
- 超級戰猴（英语：Super Robot Monkey Team Hyperforce Go!）（2004年－2006年，導演／日方、分鏡、演出）
- Gallery Fake（日语：ギャラリーフェイク）（2005年，分鏡）
- 犬神！（2006年，分鏡）
- 史上最強弟子兼一（2006年－2007年，分鏡、演出）
- 名偵探柯南（2006年，分鏡、演出）
- 骷髏13 (2008年版)（2008年－2009年，分鏡、演出）

2010年代
- 花樣河童（日语：はなかっぱ）（2010年－，分鏡、演出）
- 最強武將傳 三國演義（2010年，分鏡）
- 星際寶貝：神奇大冒險 ～最棒的朋友～（2010年－2011年，分鏡）
- 天才黃金腦 ～神之謎（2011年－2012年，演出）
- 花牌情緣（2011年－2012年，演出）
- 向銀河開球!!（2012年，分鏡、演出）
- AKB0048（2012年，原畫）
- Muv-Luv Alternative Total Eclipse（2012年，演出）
- 宇宙兄弟（2012年－2013年，演出）
- 戀曲寫真（2013年，演出）
- 激戰！彈珠人eS（2012年－2013年，分鏡、演出）
- 絕對防衛利維坦（2013年，演出）
- 鑽石王牌（2013年－2014年，分鏡）
- 未來卡片 戰鬥夥伴（2014年，分鏡）
- 神奇寶貝XY（2014年，演出、原畫）
- 英雄銀行（日语：ヒーローバンク）（2014年，演出）
- M3 ～黑色鋼鐵～（2014年，演出）
- 地球隊長（2014年，演出）
- DRAMAtical Murder 戲劇性謀殺（2014年，演出）
- 決鬥大師VS（2014年－2015年，分鏡、演出）
- 遊☆戲☆王ARC-V（2014年－，演出、原畫）
- GO-GO 寵物反斗星（2014年－2015年，分鏡、演出）
- 無頭騎士異聞錄 DuRaRaRa!!×2 承（2015年，演出）
- 決鬥大師VSR（2015年－2016年，演出）
- 電波教師（2015年，演出）
- 亞爾斯蘭戰記（2015年，演出）
- 青年黑傑克（2015年，演出）
- 新我們這一家（2016年，分鏡、演出）
- 少女們向荒野進發（2016年，演出、原畫）
- 暗殺教室（2016年，演出）
- Concrete Revolutio ～超人幻想～ THE LAST SONG（2016年，演出）
- HUNDRED百武裝戰記（2016年，演出）
- 最終騎士（2016年，演出）
- D.Gray-man HALLOW（2016年，演出）
- 海螺小姐（2016年，演出）
- 卡片鬥爭!!先導者G NEXT（2016年，分鏡）
- 我太受歡迎了，該怎麼辦？（2016年，演出）
- 魔物獵人物語 RIDE ON（2016年，分鏡）
- 長騎美眉（2016年，演出）
- 無畏魔女（2016年，演出）
- 救難小英雄24（2017年，演出）
- TRICKSTER -來自江戶川亂步「少年偵探團」-（日语：TRICKSTER -江戸川乱歩「少年探偵団」より-）（2017年，演出）
- 鬼平（2017年，演出）
- 原子小金剛 起始（2017年，演出）
- 境界的輪迴 (第3期)（2017年，演出）
- 猜謎王（2017年，演出）
- DIVE!!（2017年，演出）
- Just Because！（2017年，分鏡）
- 戰刻夜想曲（2017年，演出）
- 卡片鬥爭!! 先導者GZ（2018年，演出）
- 美男高校地球防衛部HAPPY KISS！（2018年，演出）
- 錢進球場（2018年，演出）
- 狐狸之聲（2018年，演出）
- 五等分的新娘（2019年，演出）
- 百慕達三角 ～多彩田園曲～（2019年，演出）
- 琴之森 (第2期)（2019年，演出）
- BAKUMATSU CRISIS（日语：恋愛幕末カレシ〜時の彼方で花咲く恋〜）（2019年，演出）
- 我們真的學不來！2（2019年，演出）

2020年代
- 七大罪 眾神的逆鱗（2020年，演出）
- Asatir 未來的傳說故事（日语：アサティール 未来の昔ばなし）（2020年，分鏡〈未來章節〉、演出〈昔話章節〉）
- 噴嚏大魔王2020（2020年，分鏡、演出）
- 安達與島村（2020年，演出）
- 如果究極進化的完全沉浸RPG比現實還更像垃圾遊戲的話（2021年，分鏡、演出）
- 七騎士：革命 -英雄的繼承者-（2021年，演出）
- MARS RED（日语：MARS RED）（2021年，演出）

### 電影動畫
- 老夫子之小水虎傳奇（2011年，導演[注 1]）

## 相關項目
- 日本動畫師列表